# Herman Storm
Herman Storm er en eventyrtegneserie produceret til Fantomet-bladet fra 1990, skrevet af den norske forfatter Eirik Ildahl og den franske tegner Jean-Yves Mitton.
Hovedpersonen i serien er reporteren Herman Storm, som kommer ud i eventyr over hele verden. Hvert eventyr i tegneserien er på 60 sider, og det blev delt op i flere dele ved udgivelsen i Fantomet. Efter fem eventyr forlod Mitton serien, og Enrique Villagrán tog over, og tegnede fem eventyr frem til 2001.
| Taleboble | Spire Denne tegneserieartikel er en spire som bør udbygges. Du er velkommen til at hjælpe Wikipedia ved at udvide den. |